# Graham Henry
Sir Graham Henry KNZM (* 8. Juni 1946 in Christchurch) ist ein neuseeländischer Rugby-Union-Trainer und war von 2003 bis 2011 Cheftrainer der All Blacks.

## Frühe Laufbahn
Nach seinem Schulabschluss an der Christchurch Boys High School in seiner Geburtsstadt Christchurch studierte Henry an der University of Otago Sport und schloss 1969 mit Diplom ab. Danach wurde er Lehrer für Sport und Geographie. Er unterrichtete an zwei Schulen, die für ihre Rugby-Union-Mannschaften bekannt waren, der Auckland Grammar School und der Kelstons Boys’ High School in Auckland. Parallel studierte er von 1973 bis 1979 Erziehungswissenschaft an der Massey University. Im Jahr 1982 wurde er stellvertretender Schulleiter der Kelstons Boys’ High School und 1987 Schulleiter. Er hatte diesen Job inne bis 1996, dann wurde er professioneller Rugby-Trainer.
Seine erste Rolle als Trainer einer professionellen Mannschaft hatte er bei der Auckland Rugby Football Union von 1992 bis 1997. Während seiner Amtszeit gewann dieses Team die National Provincial Championship (NPC) in jedem Jahr von 1993 bis 1996. Henry war zudem Trainer der Auckland Blues in den Super 14 und gewann diesen Titel 1996 und 1997 und wurde Zweiter 1998.

## Wales und Lions
Nachdem er bei den Überlegungen zum Cheftrainer der All Blacks nicht bedacht wurde, verließ Henry 1998 Neuseeland und wurde Trainer der Walisischen Rugby-Union-Nationalmannschaft. Er war zu diesem Zeitpunkt der höchstbezahlte Rugby-Union-Trainer weltweit, mit einem Einkommen von £ 250.000. Sein Erfolg in Wales führte zum Spitznamen „The Great Redeemer“ (dt. der große Erlöser); er gewann elfmal in Folge alle wichtigen Spiele.
Henry wurde dann 2001 Trainer der British and Irish Lions und war damit erster Trainer, der nicht aus deren Land stammte. 2003 kehrte er als Trainer der Auckland Blues nach Neuseeland zurück.

## All Blacks
Nachdem die All Blacks 2003 das Halbfinale der Rugby-Union-Weltmeisterschaft gegen Australien verloren hatten, wurde die Stelle des Nationaltrainers ausgeschrieben. Neben dem amtierenden John Mitchell war Henry der einzige Bewerber und war erfolgreich.
Die von Henry trainierten All Blacks gewannen 19 von 20 Spielen bis Juni 2007. Entsprechend hoch waren die Erwartungen und auch die Enttäuschung, als Neuseeland bei der Rugby-Union-Weltmeisterschaft 2007 im Viertelfinale gegen Frankreich ausschied. Dies war das schlechteste Abschneiden der All Blacks bei einer Weltmeisterschaft. Henry wurde entsprechend in Frage gestellt. Die Position des Trainers der Nationalmannschaft wurde erneut ausgeschrieben, allerdings erhielt Henry im Dezember 2007 erneut die Position des Nationaltrainers für weitere zwei Jahre und schlug damit Mitbewerber Robbie Deans, der kurz darauf Nationaltrainer der australischen Nationalmannschaft wurde.
Nach seiner erneuten Ernennung zum Nationaltrainer machte Henry Richie McCaw zum Kapitän der All Blacks.
Im Oktober 2011 bei der Rugby-Weltmeisterschaft in Neuseeland gewann Henry schließlich als Coach den Weltmeistertitel mit den All Blacks. Man schlug Frankreich im Finale im Eden Park in Auckland mit 8-7. Henry erklärte nach der WM seinen Rücktritt als Coach, sein Nachfolger ist der bisherige Co-Trainer Steve Hansen.

## Privatleben
Henry hat seine Frau Raewyn, eine Netball-Trainerin, an der Universität kennengelernt. Die beiden haben drei Kinder.